# Leon Wegner
Leon Wegner (ur. 31 marca 1824 w Poznaniu, zm. 9 lipca 1873 tamże) – prawnik, ekonomista, historyk, jeden z twórców Poznańskiego Towarzystwa Przyjaciół Nauk.

## Życiorys
Pochodził z niezamożnej rodziny, ukończył poznańskie gimnazjum Marii Magdaleny. W 1849 ukończył prawo na Uniwersytecie Wrocławskim; w trakcie studiów należał do Towarzystwa Literacko-Słowiańskiego. Po studiach powrócił do Poznania i podjął prywatną praktykę adwokacką. Bronił oskarżonych o udział w rewolucji 1848. W latach 1870–1873 był zatrudniony jako syndyk (rzecznik prawny) Bazaru Poznańskiego, dla którego opracował ustawę Spółki Akcyjnej Bazaru (1872).
Aktywnie uczestniczył w życiu społecznym Poznania. Wchodził m.in. w skład prezydium Koła Towarzyskiego przy Bazarze Poznańskim. Był członkiem dyrekcji Towarzystwa Pomocy Naukowej im. Karola Marcinkowskiego, członkiem rady miejskiej Poznania, kilkakrotnym posłem na sejm pruski (po raz pierwszy wybrany w 1854). Należał do grona współtwórców Polskiego Towarzystwa Przyjaciół Nauk, jako pierwszy pełnił funkcję sekretarza generalnego (1857–1868) i był członkiem czynnym Wydziału Historycznego. Redagował "Roczniki PTPN", na łamach których – mimo braku historycznego wykształcenia – ogłosił wiele prac historycznych, poświęconych głównie ostatnim latom I Rzeczypospolitej (m.in. prace biograficzne o Kołłątaju, Reytanie i Kościuszce, opracowania o bitwie pod Maciejowicami i sejmie grodzieńskim 1793). W uznaniu dorobku historycznego został wybrany na członka korespondenta krakowskiej Akademii Umiejętności.
Brał udział w pracach wielu komitetów okolicznościowych, m.in. organizującego uroczystości patriotyczne po śmierci Mickiewicza w 1855.
Z małżeństwa z Bronisławą z Jarochowskich miał czworo dzieci, córki Marię, Wandę i Zofię oraz syna Stanisława, publicystę i księgarza.